# Ligue Nord-Américaine de Hockey
Die Ligue Nord-Américaine de Hockey (LNAH) wurde 2004 gegründet und ist eine professionelle Eishockeyliga der kanadischen Provinzen Ontario und Québec. Sie steht in keiner Verbindung mit der US-amerikanischen Juniorenliga North American Hockey League (NAHL).

## Geschichte
Die Liga wurde 1996 als „Ligue de hockey semi-professionnelle du Québec (LHSPQ)“ gegründet und änderte ihren Namen 2003 in „Ligue de hockey senior majeur du Québec (LHSMQ)“ Im Jahr 2004 erhielt sie als Folge der zunehmenden Professionalisierung der Teilnehmer ihren heutigen Namen. Die LNAH steht nicht für filigranes Eishockey, sondern für harte Action und teilweise unfaire Fouls, Angriffe und Schlägereien, in denen die gesamten Teams involviert sind, was jedoch auch zu ihrer Popularität beiträgt.
Trotz ihres schlechten Rufes finden immer wieder reputierte Spieler der NHL und AHL ihren Weg in die LNAH. So spielten während des Lockouts in der Saison 2004/05 NHL-Spieler wie Donald Brashear, Sylvain Blouin, Sébastien Caron, Mathieu Biron, Marc-André Bergeron und Sébastien Charpentier die gesamte Spielzeit lang in der LNAH.
Auf Grund der COVID-19-Pandemie wurde in der teilweise gespielten Saison 2019/20 kein Meister ermittelt und die Saison 2020/21 vollständig abgesagt.

## Liste der Meister
- 2022/23: Saint-Georges Cool FM 103,5
- 2021/22: Assurancia de Thetford
- 2020/21: Saison ausgefallen
- 2019/20: Playoffs ausgefallen
- 2018/19: Sorel-Tracy Éperviers
- 2017/18: Sorel-Tracy Éperviers
- 2016/17: Marquis de Jonquière
- 2015/16: Rivière-du-Loup 3L
- 2014/15: Isothermic de Thetford Mines
- 2013/14: Marquis de Jonquière
- 2012/13: Marquis de Jonquière
- 2011/12: Isothermic de Thetford Mines
- 2010/11: Saint-Georges Cool FM 103,5
- 2009/10: Saint-Georges Cool FM 103,5
- 2008/09: Lois Jeans de Pont-Rouge
- 2007/08: Trois-Rivières Caron & Guay
- 2006/07: Chiefs de Saint-Jean
- 2005/06: Saint-François de Sherbrooke
- 2004/05: Radio X de Québec

## Franchises der Saison 2024/25
| Name                             | Standort                | Stadion                                       | Ligazugehörigkeit seit | Bemerkung/Hauptsponsor                                                           |
| Assurancia de Thetford           | Thetford Mines, Québec  | Centre Mario-Gosselin                         | 1996                   | ehemals „Isothermic de Thetford Mines“                                           |
| Pétroliers de Laval              | Laval, Québec           | Colisée de Laval                              | 2018                   | ehemals „Les Pétroliers du Nord“                                                 |
| Marquis de Jonquière             | Jonquière, Québec       | Palais des Sports de Saguenay                 | 1996                   | ehemals „Marquis de Saguenay“                                                    |
| 3L de Rivière-du-Loup            | Rivière-du-Loup, Québec | Centre Premier Tech                           | 2008                   |                                                                                  |
| COOL FM 103,5 de Saint-Georges   | Saint-Georges, Québec   | Centre Sportif Lacroix-Dutil                  | 1996                   | COOL FM 103,5 (Radiosender)                                                      |
| Éperviers de Sorel-Tracy         | Sorel-Tracy, Québec     | Colisée Cardin                                | 1996                   | ehemals „HC Carvena de Sorel-Tracy“, Entreprises Carvena (Reinigungsunternehmen) |
| Le Bataillion de Saint-Hyacinthe | Saint-Hyacinthe, Québec | Stade L.P. Gaucher                            | 2024                   |                                                                                  |
| National de Québec               | Québec, Québec          | Complexe Sportif Bonair de L’Ancienne-Lorette | 2024                   |                                                                                  |

## Nicht mehr bestehende Eishockeyclubs der LNAH
- Beaulieu d’Acton Vale (2000–2001, wurde Cousin de Saint-Hyacinthe)
- Nova d’Acton Vale (1996–2000, wurde Beaulieu d’Acton Vale)
- Aztèques d’Asbestos (1997–2000, wurden Dubé d’Asbestos; 2002–2003)
- Dubé d’Asbestos (2000–2002, wurden Aztèques d’Asbestos)
- Caron & Guay de Beaupré (1999–2000, wurde As de Beaupré)
- As de Beaupré (2000–2001, wurde As de Québec)
- Blitz de Granby (1997–2002, wurden Prédateurs de Granby)
- Prédateurs de Granby (2002–2004)
- Dragons du Haut-Richelieu (1996–1997, wurden Dragons d’Iberville)
- Dragons d’Iberville (1997–1998, wurden Dragons de Saint-Laurent)
- Blizzard de Joliette (1998–2000, wurde Mission de Joliette)
- Mission de Joliette (2000–2002, wurden Mission de Saint-Jean)
- Condors de Jonquière (1997–2002, wurden Paramédic du Saguenay)
- Rapides de Lachute (1996–1999, wurden Rapides de LaSalle)
- Rapides de LaSalle (1999–2003)
- Chiefs de Laval (1998–2005, wurden Summum-Chiefs de Laval)
- Summum-Chiefs de Laval (2005–2006, wurden Summum-Chiefs de Saint-Jean-sur-Richelieu)
- Jets de Louiseville (1996–1997)
- Caron & Guay de Pont-Rouge (2001–2004)
- Grand Portneuf de Pont-Rouge (1995–2001, wurde Caron & Guay de Pont-Rouge)
- Lois Jeans de Pont-Rouge (2008–2010)
- As de Québec (1997–1999, wurden Caron & Guay de Beaupré; 2001–2003, wurden Radio X de Québec)
- Radio X de Québec (2003–2008, wurde Lois Jeans de Pont-Rouge)
- Chacals de la Rive-Sud (1996–1998, wurden Garaga de Saint-Georges)
- CIMT de Rivière-du-Loup (2008–2010, wurden 3L de Rivière-du-Loup)
- Promutuel de Rivière-du-Loup (2001–2004)
- 98.3 FM de Saguenay (2008–2009, wurden Marquis de Saguenay)
- Marquis de Saguenay (2009–2012, wurden Marquis de Jonquière)
- Paramédic du Saguenay (2002–2004, wurde Fjord du Saguenay)
- Fjord du Saguenay (2004–2005)
- Blizzard de Saint-Gabriel (1996–1998, wurde Blizzard de Joliette)
- Garaga de Saint-Georges (1998–2005, wurde CRS Express de Saint-Georges)
- CRS Express de Saint-Georges (2005–2010, wurde COOL FM 103,5 de Saint-Georges)
- Chiefs de Saint-Hyacinthe (2008–2009)
- Cousin de Saint-Hyacinthe (2001–2005, wurde Cristal de Saint-Hyacinthe)
- Cristal de Saint-Hyacinthe (2005–2006, wurde Top Design de Saint-Hyacinthe)
- Top Design de Saint-Hyacinthe (2006–2008, wurde Chiefs de Saint-Hyacinthe)
- Mission de Saint-Jean (2002–2004, wurde Mission de Sorel-Tracy)
- Summum-Chiefs de Saint-Jean-sur-Richelieu (2006–2008, wurde 98.3 FM de Saguenay)
- Dragons de Saint-Laurent (1998–2001, wurden Dragons de Verdun)
- Poutrelles Delta de Sainte-Marie (2008–2009)
- Chiefs de Sainte-Thérèse (1997–1998, wurden Chiefs de Laval)
- Saint-François de Sherbrooke (2003–2011, wurden Wild de Windsor)
- Dinosaures de Sorel (1996–1999, wurden Royaux de Sorel)
- Royaux de Sorel (1999–2004)
- Mission de Sorel-Tracy (2004–2008)
- GCI de Sorel-Tracy (2010–2011, wurden HC Carvena de Sorel-Tracy)
- Coyotes de Thetford Mines (1996–2000, wurden Prolab de Thetford Mines)
- Prolab de Thetford Mines (2000–2007, wurde Isothermic de Thetford Mines)
- Vikings de Trois-Rivières (2003–2004, wurden Caron & Guay de Trois-Rivières)
- Voyageurs de Vanier (1996–1997, wurden As de Québec)
- Dragons de Verdun (2001–2006)
- Gladiateurs de ville des Laurentides (1996–1997, wurden Chiefs de Sainte-Thérèse)
- 94 de Waterloo (1996–1997, wurde Blitz de Granby)
- Lacroix de Windsor (2001–2003, wurde Saint-François de Sherbrooke)
- Papetiers de Windsor (1996–2001, wurden Lacroix de Windsor)
- Wild de Windsor (2011–2012, wurden Cornwall River Kings)

## Auszeichnungen der LNAH
- Coupe Canam – Sieger der LNAH-Playoffs
- Coupe du Commissaire – Sieger der regulären Saison
- Trophée Claude Larose – Wertvollster Spieler
- Trophée Éric Messier – Bester Verteidiger
- Trophée Guy Lafleur – Topscorer
- Trophée Maurice Richard – Bester Torschütze
- Trophée Serge Léveillée – Bester Trainer
- Trophée Jonathan Delisle – Beste Führungsqualitäten
- Trophée Gilles Lefebvre – Bestes Management
- Trophée des médias – Bester Spieler der Playoffs
- Trophée du joueur le plus gentilhomme – Vorbildliches Benehmen, Fairplay
- Trophée Gaston Gagné – Einsatz für das Franchise oder die Liga
- Trophée du meilleur gardien de but – Bester Torwart
- Trophée de la recrue offensive – Bester Offensiver Rookie
- Trophée de la recrue défensive – Bester Defensiver Rookie
- All-Star Team – Die besten sieben Spieler der Saison auf ihrer jeweiligen Position

## Gewinner der Coupe Canam
Die Coupe Canam wird jährlich an den Gewinner der Playoffs vergeben. Bis zum Ende der Saison 2009/10 firmierte die Trophäe unter dem Namen Coupe Futura.
- 1996/97: Blizzard de Saint-Gabriel
- 1997/98: Rapides de Lachute
- 1998/99: Blizzard de Joliette
- 1999/00: Rapides de LaSalle
- 2000/01: Mission de Joliette
- 2001/02: Chiefs de Laval
- 2002/03: Chiefs de Laval
- 2003/04: Dragons de Verdun
- 2004/05: Radio X de Québec
- 2005/06: Saint-François de Sherbrooke
- 2006/07: Summum-Chiefs de Saint-Jean-sur-Richelieu
- 2007/08: Caron & Guay de Trois-Rivières
- 2008/09: Lois Jeans de Pont-Rouge
- 2009/10: CRS Express de Saint-Georges
- 2010/11: Saint-François de Sherbrooke
- 2011/12: Isothermic de Thetford Mines
- 2012/13: Marquis de Jonquière

## Bekannte ehemalige Spieler
- Marc-André Bergeron
- Mathieu Biron
- Sylvain Blouin
- Donald Brashear
- Garrett Burnett
- Sébastien Caron
- Sébastien Charpentier
- Patrick Côté
- Bobby Dollas
- Éric Fichaud
- David Gosselin
- Guillaume Lefebvre
- François Leroux
- Michel Ouellet
- Michel Picard
- Yves Racine
- Stéphane Richer
- Mario Roberge
- Daniel Shank
- Bruno St. Jacques
- Jeremy Stevenson